# Martín José de Monasterio
Martín José de Monasterio o bien Martín de Monasterio o Martín de Monasterio Uriarte y nacido como Martín José de Monasterio y Uriarte (Guernica, Vizcaya, España, 1775 – Montpellier, Francia, 10 de noviembre de 1816) fue un hidalgo, marino mercante, comerciante, hacendado, militar y funcionario colonial que en 1806 como consecuencia de la breve ocupación británica de Buenos Aires cofundara y formara parte del Tercio de Cántabros de la Bondad o de Vizcaínos. Fue elegido como regidor 6.º del Cabildo de Buenos Aires en 1807, año que actuara heroicamente en la defensa de Buenos Aires ante la segunda invasión inglesa al Río de la Plata, y nuevamente en 1808.
Era primo segundo de Ángel Augusto de Monasterio "el Arquímides de la Revolución de Mayo" quien fuera cuñado del patriota Manuel de Sarratea y concuñado del virrey-conde Santiago de Liniers.
Su esposa y sobrina materna María Josefa de Ugarte y Uriarte era prima paterna de la emperatriz consorte Ana María de México, además de prima segunda materna de la primera virreina rioplatense criolla Ana de Azcuénaga de Olaguer Feliú, del patriota y gobernador intendente bonaerense Miguel de Azcuénaga y de la filántropa argentina Flora de Azcuénaga.

## Biografía hasta el cargo de funcionario

### Origen familiar y primeros años
Martín José de Monasterio había nacido en el año 1775 en la localidad de Guernica, del señorío de Vizcaya que formaba parte del Reino de España. Sus padres eran el cántabro-español José de Monasterio, oriundo del mismo lugar, y la vasco-española Dominga de Uriarte e Iturbe de Alzáibar, natural de Galdácano, una hija de Lorenzo de Uriarte y de su esposa María de Iturbe, y nieta materna de Pedro de Iturbe y de su mujer Antonia de Alzáibar.
Su abuelo paterno era José de Monasterio y Pellón, oriundo de Güemes, y su esposa de nombre desconocido que era natural de Guernica, y sus bisabuelos eran Domingo de Monasterio Cueto que también había nacido en Güemes el 10 de octubre de 1688, hidalgo desde 1705 y procurador desde 1718, y su esposa Santa de Pellón y de la Puente que había nacido en Ajo y con quien se matrimonió en esta última localidad el 30 de enero de 1707 —cuyos padres Pedro de Pellón y María de la Puente fallecieran juntos en Güemes el 26 de septiembre de 1708— y que también fueran los bisabuelos de Ángel Augusto de Monasterio.
Los tatarabuelos por esta vía paterna fueron Francisco de Monasterio y Monasterio que también nació en Güemes el 12 de agosto de 1647 —el hijo primogénito de Francisco de Monasterio, y de su cónyuge Catalina de Monasterio que fueran unos primos paternos, también habían nacido y casado en la misma localidad, siendo a su vez tatarabuelos de Pedro Vicente de Monasterio y Monasterio que era un hidalgo comprobado desde 1749 y que pasó a residir a Santo Domingo de la Calzada— y su esposa María de Cueto, con quien se enlazó en Güemes el 2 de noviembre de 1670.

### Viaje al Virreinato del Río de la Plata

El Virreinato del Río de la Plata en 1783 —creado en 1776, luego de ser separado del Virreinato del Perú— al cual se le adjudicaron las islas africanas de Fernando Poo y Annobón desde 1778 hasta 1782, las reducciones chaqueñas del Bermejo hasta 1793, la intendencia de Puno hasta 1796, el corregimiento de Arica hasta 1784, las Misiones Orientales hasta 1801, el litoral pacífico hasta 1803 (en que volvió al Perú) y desde 1813 a 1826 (año que pasara a Bolivia), el desierto y Puna de Atacama hasta 1826, los establecimientos coloniales de la Patagonia atlántica desde 1779 y las islas Malvinas.

Como marino mercante se trasladó al Río de la Plata de la América española hacia 1795 y una vez instalado en la ciudad de Buenos Aires, se trasformó en un rico comerciante y hacendado que se hizo propietario de navíos y bergantines para entablar una vía de comercio entre dicha ciudad y la de Cádiz, en España.
En el año 1796 Martín de Monasterio ingresó a la Venerable Orden Tercera de Buenos Aires (V.O.T).

### Cofundador del Tercio de Vizcaínos durante las Invasiones Inglesas
Luego de la primera de las Invasiones Inglesas al Virreinato del Río de la Plata y la entrega de Buenos Aires por parte del virrey-marqués Rafael de Sobremonte, quien infructuosamente había intentado una estrategia de defensa, armando caoticamente a los habitantes bonaerenses y apostando a sus soldados en la ribera norte del Riachuelo, abandonó la capital virreinal en la mañana del 27 de junio y se retiró a la ciudad de Córdoba de la Nueva Andalucía, capital de la entonces intendencia de Córdoba del Tucumán, junto con algunos centenares de milicianos que no tardaron en desertar.
Los invasores demandaron la entrega de los caudales del virreinato y advirtieron a los comerciantes porteños que en caso contrario retendrían las embarcaciones de cabotaje capturadas, por lo cual afectaría a la empresa naviera de Martín de Monasterio, entre otros comerciantes navales.

Ciudades del Río de la Plata en 1806.

El Cabildo de Buenos Aires envió una comisión al virrey para que entregara el tesoro a un destacamento inglés, el cual finalmente fue dado y llevado a Londres. El 14 de julio, Sobremonte declaró a Córdoba la capital provisoria del virreinato y al mismo tiempo instó a que se desobedecieran todas las órdenes provenientes de Buenos Aires, mientras durara la ocupación británica.
Los porteños estaban descontentos con la Corona española por su falta de apoyo y el monopolio comercial impuesto hacía siglos, aunque se había flexibilizado un poco con el Reglamento de libre comercio con América del año 1778 pero dentro de un marco de protección y vigilancia, por lo cual, en un primer momento los británicos fueron bien recibidos ya que una de las primeras medidas fue decretar una verdadera libertad de comercio y la reducción de aranceles, pero al notar de que los invasores querían convertir al Río de la Plata en una colonia británica, los porteños comenzaron a agruparse para preparar la reconquista.

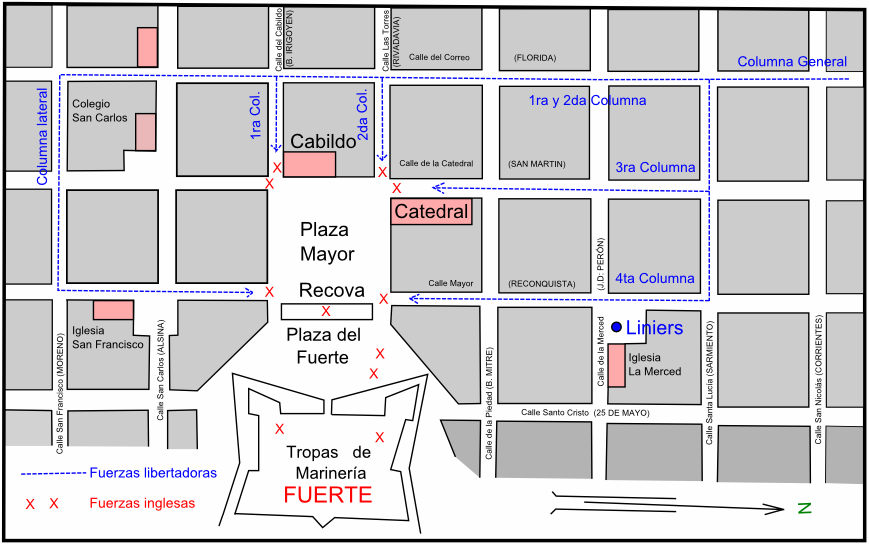
Plano de la reconquista de Buenos Aires en 1806.

Los Húsares de Pueyrredón y los Blandengues de la Frontera intentaron desalojarlos pero fueron derrotados por las fuerzas británicas en el Combate de Perdriel del 1.º de agosto de 1806, aunque se reorganizaron junto a los «Voluntarios de Álzaga», la «Columna de Liniers» y los «Voluntarios de Indios, Pardos y Morenos de Juan del Pino», y tras la capitulación del 12 de octubre de 1806 del general William Carr Beresford, el efímero gobernador británico de Buenos Aires desde el 25 de junio del mismo año, el comandante bonaerense Santiago de Liniers emitió el 6 de septiembre un documento, ante la posibilidad de una segunda invasión, instando a la población a organizarse en cuerpos militares separados según su origen hispano.
Si bien Martín de Monasterio Uriarte había nacido en Vizcaya, al igual que su madre, su apellido y origen paterno eran oriundos de la provincia de Cantabria y como tal fue uno de los fundadores del «Batallón de Voluntarios Urbanos Cántabros de la Amistad» o bien Tercio de Vizcaínos del cual formó parte, que era una unidad miliciana de infantería que fuera creada el 8 de septiembre de 1806, y que incluía a la primera compañía de Castellanos Viejos, a las seis compañías de Vizcaínos y Navarros, y a las dos compañías de Asturianos.
El primer batallón originado para defender a Buenos Aires fue la Compañía de Cazadores Correntinos el 14 de agosto del mismo año que quedó al mando de Juan José Fernández Blanco y fuera agregada como novena compañía del batallón anteriormente citado, y más tarde, le siguió la creación del Tercio de Gallegos el 17 de septiembre, luego el Tercio de Cántabros Montañeses el 18 de septiembre, el Tercio de Miñones de Cataluña el 25 de septiembre y el Tercio de Andaluces el 8 de octubre del mismo año.

## Regidor del Cabildo de Buenos Aires y deceso

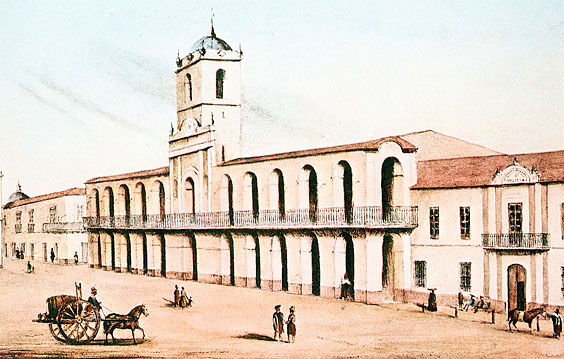
El Cabildo de Buenos Aires (litografía de Alberico Isola, del).

### Nombramiento luego de la liberación británica
Posteriormente, luego de la primera invasión inglesa al Río de la Plata, fue elegido como regidor 6.º del Cabildo de Buenos Aires de 1807 junto a los otros seis, siendo los mismos el regidor 1.º Manuel Mansilla, el 2.º Antonio Pirán, el 3.º Miguel Fernández de Agüero, el 4.º Manuel Ortiz Basualdo, el 5.º José Antonio Capdevila y el 7.º Juan Bautista de Ituarte.
Debido a rumores de una segunda invasión se retrasaron dichos nombramientos y recién ocuparon los respectivos puestos el 2 de febrero del mismo año, siendo alcalde de primer voto Martín de Álzaga y Esteban Villanueva, como alcalde de segundo voto. Al día siguiente, aconteció la toma de Montevideo por los británicos y entre sus defensores se hallaban algunos soldados del Tercio de Vizcaínos.
Los regidores Monasterio y Ortiz Basualdo, junto al oidor bonaerense Manuel de Velasco, fueron enviados con la escolta de una milicia de voluntarios por orden de un cabildo abierto del 10 de febrero del mismo año, para deponer y apresar al virrey Rafael de Sobremonte.

### Héroe durante la segunda invasión inglesa

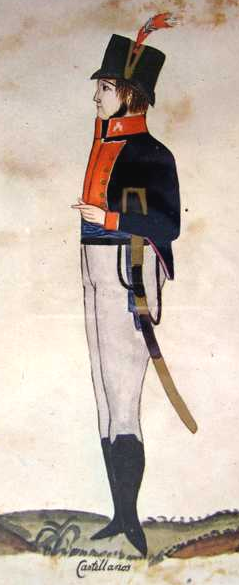
Uniforme de los tercios de Vizcaínos y de Castellanos Viejos.

Luego de la ocupación de Colonia del Sacramento por parte de las fuerzas del Reino Unido, en marzo de 1807, y vencer el 7 de junio en el Combate de San Pedro a las fuerzas enviadas por Buenos Aires, el 28 de junio del mismo año los británicos al mando de John Whitelocke cruzaron el Río de la Plata desde la Banda Oriental y desembarcaron en la Ensenada de Barragán de la intendencia bonaerense, por lo cual el 1 de julio se puso en marcha el ejército español para proteger el paso del Riachuelo con unos 6.860 soldados y 53 cañones.
El Tercio de Vizcaínos en el cual Martín de Monasterio figuraba como 2.º ayudante de la plana mayor, integró el «Ala izquierda» o «División Velasco», la cual también estaba conformada por el Cuerpo de Blandengues, el Batallón de Arribeños, dos compañías de Miñones Catalanes y un escuadrón de caballería, totalizando unos 1.650 hombres. Dicha división tuvo una actuación muy destacada en el Combate de Miserere del 2 de julio y en la defensa de los días siguientes.

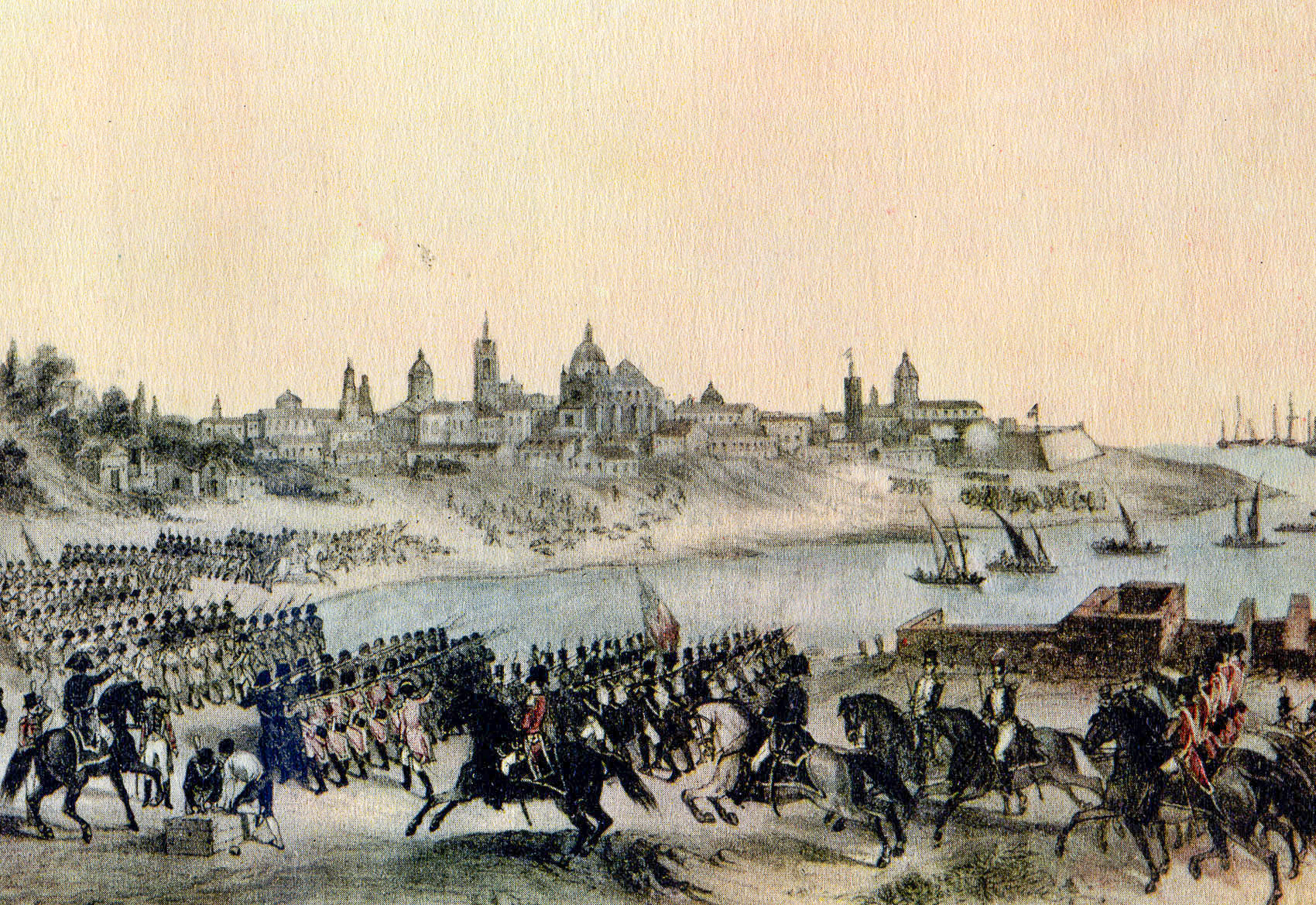
Invasiones Inglesas a Buenos Aires (litografía de 1807, por Madrid Martínez).

El 3 de julio, el ejército del flamante virrey Santiago de Liniers interceptó el primer avance del enemigo, por lo que los británicos sitiaron la capital el 4 de julio. El 7 de julio, el general inglés comunicó la aceptación de la capitulación propuesta por el virrey Liniers y de la exigencia del alcalde Martín de Álzaga, quien había añadido que en un plazo de dos meses deberían abandonar Montevideo, por lo cual las tropas británicas se retiraron de Buenos Aires.
En la proclama del 3 de agosto de 1807 el virrey Liniers comunicó que a partir del 15 de agosto los voluntarios podían enrolarse en las dos nuevas unidades que se destinarían a guarnecer Montevideo: el «Regimiento de Voluntarios del Río de la Plata», en donde Prudencio Murguiondo quedaría como su comandante, y el «Regimiento de Cazadores de Infantería Ligera», y por lo cual Ignacio de Rezábal pasaría a ser el 1.er comandante del Tercio de Cántabros de la Amistad, Juan Ángel de Goicolea como 2.° comandante y Martín de Monasterio como 1.er ayudante de la plana mayor.
El 9 de septiembre de 1807 los británicos abandonaban la Banda Oriental, y para el año 1808, Martín de Monasterio fue reelecto para el mandato de regidor del Cabildo de Buenos Aires, puesto que ocupó hasta el 31 de diciembre.

### Comerciante internacional en vísperas de la Revolución de Mayo

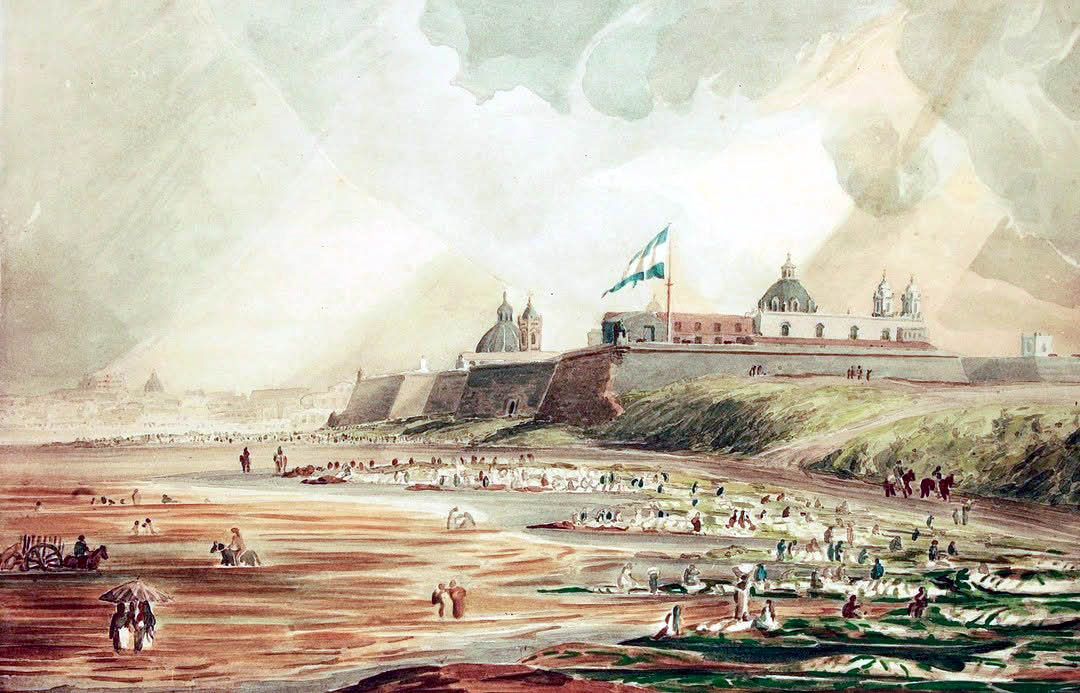
Fuerte de Buenos Aires, visto desde la rivera norte donde se encontraba el Palacio de los Virreyes construido en 1787, en la que vivió la primera virreina criolla Ana de Azcuénaga de Olaguer Feliú, tía política de Martín de Monasterio (por Emeric Essex Vidal, 1816).

La situación política de España tras la invasión napoleónica llevó a su primo Ángel Augusto de Monasterio a servir en la administración pública dirigida por la Junta de Sevilla, que a principios de enero de 1810 lo destinaría a la Administración de Correos de la villa de Potosí.
Martín de Monasterio se conectó con su primo al arribar al Virreinato del Río de la Plata hacia abril del mismo año, por lo cual lo introdujo en la alta sociedad argentina colonial, presentándole al que sería su cuñado Manuel de Sarratea que lo empleó en sus negocios comerciales bonaerenses, y de esta manera se convirtieran en los futuros patriotas argentinos, luego de la Revolución de Mayo.
Monasterio había importado a Buenos Aires el 17 de abril de 1810, a través de la fragata inglesa Lord Stranford del capitán Lucas Crosbey que estaba anclada en el puerto desde el pasado 3 del corriente, un cargamento que una semana anterior no se le había podido entregar debido a la demora en la traducción de las facturas —al igual que ocurrió con la otra fragata Lancaster con mercaderías para el comerciante consignatario Julián Panelo de Melo— y que se componía de 101 baúles de géneros de algodón, 16 baúles de mediería, 6 baúles de géneros de lana, 2 baúles de mercería, 30 baúles de cristalería y loza, 21 baúles de sombreros, 1 baúl de blondas y encajes, un órgano, una clave, un cajón de abanicos, 52 barrilitos de pintura, 650 quintales de hierro, un cajón con escritorios, 27 cajones de azúcar, 96 sacos de arroz y 24 tablas.
El 5 de mayo del mismo año, la fragata inglesa Mantura al mando del capitán Langdon, consignó a Monasterio un cargamento de 80 fardos de género de lana, 22 canastos de loza, 65 barriles y barrilitos de pintura, 53 sacos de clavazón, 304 emboltorios de hierro, 139 cajones y cajitas de géneros de algodón, 298 sillas, 6 marquesas, 4 baúles y 164 planchas. El 27 de junio el bergantín inglés Paquete del Sur con procedencia de la ciudad brasileña Río de Janeiro del pasado 28 de mayo, al mando del capitán Jorge Bennett, le consignó un cargamento de 52 cajones, 54 fardos, 27 baúles, 13 emboltorios, 21 barriles, 48 sillas, 4 canapés y dos mesas.
El 3 de agosto del mismo año, el comerciante Monasterio despachó un cargamento a Londres, a través de la ya citada fragata Lord Stranford, de 11.987 cueros de vaca, 3.343 cueros de caballos y 500 arrobas de sebo, y por el otro citado bergantín Paquete del Sud del capitán Jorge Bennett, el día 16 del corriente despachó el siguiente cargamento de 5.871 cueros de vaca y 300 cueros de caballos destinados a la ciudad de Río de Janeiro.

### Viaje a Europa y fallecimiento
Viajó en el año 1813 a Londres, capital del Reino Unido de Gran Bretaña e Irlanda, y luego a Montpellier, en la costa mediterránea francesa, en donde estaba estudiando en un colegio su hijo mayor Tomás de Monasterio, pero finalmente en esta ciudad el rico comerciante naval Martín José de Monasterio y Uriarte fallecería el 10 de noviembre de 1816. Su viuda estaba en Buenos Aires con los siete hijos restantes.

## Matrimonio y descendencia
El hidalgo Martín de Monasterio se había enlazado en Buenos Aires el 28 de noviembre de 1800 con su sobrina segunda materna María Josefa Estanislada de Ugarte y Uriarte (Buenos Aires, 1785-ib., 10 de septiembre de 1860), siendo hija del maestre de navío navarro-español Francisco Ignacio de Ugarte y Arrivillaga, un rico comerciante, empresario, marino mercante y constructor naval, y de su esposa hispano-vasca Vicenta Ramona de Uriarte y Azcuénaga.

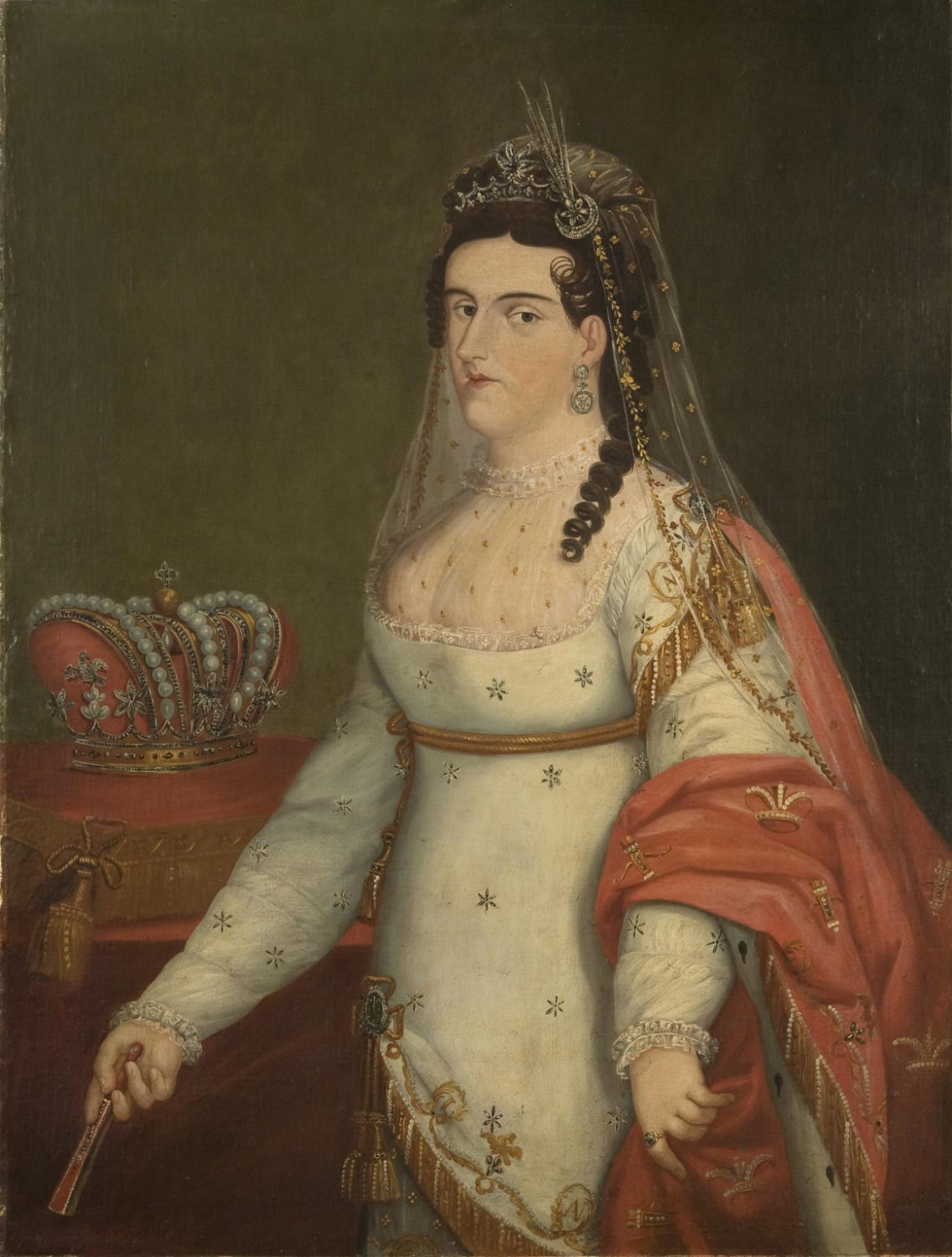
Emperatriz consorte Ana María de México (1821-1823).

Su esposa María Josefa de Ugarte era prima paterna de la emperatriz consorte Ana María de México —o bien Ana María Ugarte o Ana Huarte, que se había casado con el que fuera primer emperador Agustín I de México y con quien tuvo diez hijos, siendo dos de ellos, los príncipes imperiales Agustín Jerónimo y Ángel de Iturbide, los que aspiraron al trono mexicano— por ende, Josefa era sobrina paterna de Juan Isidro de Ugarte y Arrivillaga —o bien Isidro Huarte— quien fuera regidor desde 1772 y alcalde de Valladolid de la intendencia homónima desde 1779, en el Virreinato de Nueva España, además de ser Gran Cruz de la Orden de Guadalupe, que se había unido en segundas nupcias con Ana Manuela Muñiz y Sánchez de Tagle.
Y por lo tanto, nieta paterna de los navarros-españoles Juan Francisco de Ugarte e Iriarte —o bien Juan Francisco Huarte— y de su mujer Agustina de Arrivillaga Minondo. Y por el otro lado era nieta materna de los hispano-vascos Francisco de Uriarte e Iturbe y de su cónyuge y prima materna María de Azcuénaga e Iturbe. Esta última era la hermana de Vicente de Azcuénaga, alcalde ordinario de Buenos Aires en 1759 y regidor del cabildo en 1760, que contrajo segundas nupcias el 30 de agosto de 1752 con María Rosa de Basavilbaso y Urtubia.

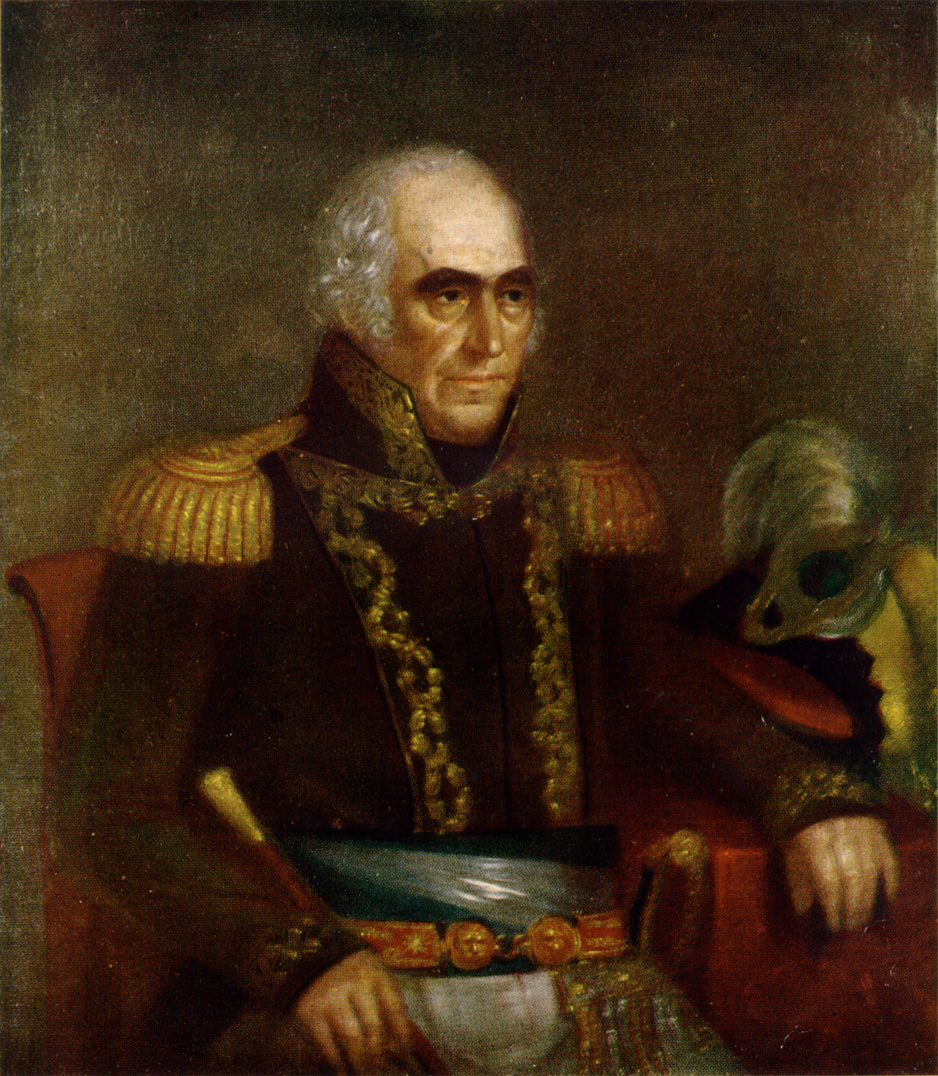
Gobernador intendente bonaerense Miguel de Azcuénaga.

También María Josefa era sobrina segunda materna de la primera virreina criolla Ana de Azcuénaga y Basavilbaso, por haberse casado con el brigadier Antonio Olaguer y Feliú, gobernador de Montevideo desde 1790 hasta 1797 y virrey del Río de la Plata desde esta última fecha hasta 1799 —fueron padres de José y Manuel Olaguer Feliú y Azcuénaga, entre otros seis hijos— y también del brigadier patriota Miguel de Azcuénaga y Basavilbaso, gobernador intendente de Buenos Aires de 1812 a 1813 y propietario en el Paraje de los Olivos de la «Chacra de Azcuénaga» (actual Quinta presidencial de Olivos), y de su hermana Flora Azcuénaga y Basavilbaso casada con el vasco-español Gaspar de Santa Coloma.
Fruto del matrimonio entre Martín de Monasterio y María Josefa de Ugarte hubo por lo menos ocho hijos documentados:
- Tomás de Monasterio Ugarte[4] (Buenos Aires, ca. 1801-Montpellier, Francia, ca. 1835) que fue enviado a Europa para estudiar en un colegio de Montpellier y allí fue padre de Fidela Vicenta de Monasterio (n. Montpellier, ca. 1832) quien presentara un poder en Francia a finales de 1860, para ocupar el lugar de su padre fallecido en la sucesión de la abuela María Josefa de Ugarte.[38]
- Manuel José de Monasterio Ugarte[38][5] (n. ib., 1802) se unió en matrimonio en la ciudad de Buenos Aires con Juana García y González Noriega (n. Buenos Aires, ca. 1814), una hija de Francisco García Mascías y de María Isidora González de Noriega y Gómez Cueli, y concibieron por lo menos a Manuel de Monasterio García (n. ib., 1826), hacendado, que se enlazó con Mercedes Llambí Reyes (n. Montevideo, 1828 - Buenos Aires, 21 de noviembre de 1881), cuyos padres eran Francisco Javier Llambí Calzada y Francisca Reyes Marín, y tuvieron a Juana de Monasterio Llambí que se casaría con Enrique Peña Castro, historiador y numismático, presidente del Banco Municipal de Préstamos y presidente del Instituto Americano de Historia y Numismática.[5]
- Mercedes de Monasterio Ugarte[38] (ib., ca. 1803-ca. 1823).[38]
- Agustina de Monasterio Ugarte[38][5] (n. ib., ca. 1804) que se casó con Manuel José Haedo Alvarado[5] que fallecería antes de 1859.[38]
- Francisco Ignacio de Monasterio Ugarte[38][7][8] (Buenos Aires, 1805-después de 1864),[39] era un hacendado[7][8] y propietario de la estancia de Monasterio[40][8] en la orilla oriental de la laguna Chis Chis —en el norte del actual partido de Lezama— ubicada en la banda septentrional del río Salado, y quien se uniera dos veces[7][8] en matrimonio:

1) En primeras nupcias en 1833 con Carmen de Elorga y de la Peña (Buenos Aires, ca. 1800-ib., ca. 1848), una hija del español José Ramón de Elorga (n. País Vasco, ca. 1785) y de Francisca María Enríquez de la Peña y Gogenola (n. ca. 1795) y quienes tuvieron cinco hijos pero que solo les sobrevivieran tres:
- Mercedes de Monasterio Elorga (n. ca. 1834-f. ca. 1835) fallecida siendo una bebita.

- José de Monasterio Elorga (n. ca. 1836-f. ca. 1837) que también falleció siendo bebé.

- Carmen Micaela de Monasterio Elorga (Buenos Aires, e/ mayo y julio de 1837-1908) que se unió en matrimonio el 27 de septiembre de 1860 con el doctor José Miguel Núñez Sánchez Barahona (San Nicolás de los Arroyos, 1837-1880), un abogado que fuera oficial mayor primero del ministerio provincial y luego ministro de Gobierno de la Provincia de Buenos Aires de forma interina el 3 de junio, en reemplazo del doctor Nicolás Avellaneda, y confirmado desde el 22 de julio hasta el 10 de octubre de 1868, llegando al final del mandato del doctor Adolfo Alsina. Dicho abogado Núñez era hijo del doctor en Medicina y militar español José María Núñez (n. Ferrol, Galicia, ca. 1796) que era comandante del «Fuerte del Pergamino» de la provincia de Buenos Aires, donde fuera nombrado alcalde de la hermandad desde el 13 de enero de 1820 y luego sería del bando rosista, y de su esposa desde 1826, María Dolores Sánchez de Barahona quien fuera una descendiente de chilenos-coloniales. Carmen de Monasterio Elorga y José Miguel Núñez Barahona tuvieron tres hijos:

- Miguel Ernesto Núñez Monasterio (Buenos Aires, 1862-Adrogué de Almirante Brown, Gran Buenos Aires, 2 de diciembre de 1904) casado hacia 1886 con Rosa Vieyra-Belem Fonda (Buenos Aires, 2 de marzo de 1865-La Plata, ca. 1947), una hija de Fernando Vieyra Belem (n. Imperio del Brasil, ca. 1844), quien fuera jefe de primera clase de la Oficina del Telégrafo de Buenos Aires, y de Isabel Fonda (n. Estado Oriental del Uruguay, ca. 1845). Del enlace entre Miguel Núñez Monasterio y Rosa Vieyra hubo cuatro hijos, siendo una de ellos Lucrecia Núñez Monasterio Vieyra-Belem Fonda (Buenos Aires, 21 de septiembre de 1887-La Plata, 15 de agosto de 1954) enlazada con el doctor veterinario-agrónomo Antonio Silva Lezama (Buenos Aires, 31 de diciembre de 1887-La Plata, 16 de octubre de 1966), un homónimo de su tío paterno Antonio Manuel Silva quien fuera doctor en Medicina y un sobrino nieto del rico hacendado y filántropo José Gregorio de Lezama.

- Carmen Núñez Monasterio (n. ca. 1878) en matrimonio el 17 de mayo de 1898 con su primo lejano Martín José Biedma Coronel (n. Buenos Aires, ca. 1875), quien fuera hijo de Martín Biedma Monasterio (ib. , 1850 - ib., 1909) —el nieto de Ángel Augusto de Monasterio y de su esposa Juana de Sarratea— y que concibieran tres hijos: Martín, María Carmen y María Esther Biedma.

- Enrique Fabián Núñez Monasterio (n. ca. 1879) enlazado el 21 de octubre de 1898 con María Ciriaca Victorica Soneyra Urquiza (Concepción del Uruguay, 1878-San Isidro, 4 de febrero de 1964) —viuda de su tío segundo materno José de Urquiza Calvento, el cuarto hijo natural documentado de Justo José de Urquiza quien fuera el presidente de la Confederación Argentina desde 1852 hasta 1860— con descendientes.

- Martín de Monasterio Elorga (n. Buenos Aires, ca. 1838) era un hacendado que se enlazó con Josefa Amalia de Vieyra Lami (Santiago del Estero, ca. 1845-La Plata, ca. 1915), una hija de Pedro Antonio Vieyra y de Narcisa de Lami Rueda, y fueran padres de tres hijos: 1) Martín de Monasterio Vieyra (n. Buenos Aires, ca. 1865), doctor en Abogacía, quien se casara el 17 de mayo de 1899 con su prima materna Amalia Vieyra Benavides (n. Buenos Aires, ca. 1867), una hija de Jaime de Vieyra Lami y de Encarnación Benavides Olazábal. 2) Josefa de Monasterio Vieyra que se casó con Ricardo Kennedy y concibieran a cuatro hijos. 3) Francisco Ignacio de Monasterio Vieyra (n. ca. 1869) que se uniera en matrimonio con María Luisa Yanetti y concibieron cinco hijos: Francisco Ignacio, Luis María, María de las Mercedes Blanca, Enrique Martín y José Manuel Monasterio Yannetti (n. Castelar, provincia de Buenos Aires, ca. 1899).

- Francisco José de Monasterio Elorga (n. San Miguel de la provincia de Buenos Aires, ca. 1840) que fuera electo diputado provincial bonaerense por el partido de Chascomús desde el 29 de abril de 1876 hasta el 29 de octubre de 1877, año que desde el 1.º de enero también curiosamente fuera asignado como comandante de guardia nacional por el citado partido. Se unió en matrimonio con Benigna de Gándara Moreno (n. ib., ca. 1842) y concibieron por lo menos a Francisco José Monasterio (n. ib., e/ enero y junio de 1860).

2) En segundas nupcias con la muy joven Natividad Ponce de León y Suasnábar Castro (Buenos Aires, 1830 - ib., 28 de marzo de 1867), siendo sus padres Silverio Ponce de León y Castro y su esposa Joaquina de Suasnábar y Castro, y que le daría un solo hijo:
- Antonio de Monasterio Ponce de León (n. ib., ca. 1860), un futuro abogado heredero de la «Estancia de Monasterio» enlazado con Raquel Martínez Grondona (ib., ca. 1865-ib., 12 de diciembre de 1914), que concibieron a Antonio Martín de Monasterio Grondona, heredero de dicha estancia, y a su vez su hija Raquel de Monasterio (Buenos Aires, 20 de mayo de 1899-f. después de 1948) que se casaría con el gobernador bonaerense Manuel Fresco y fueran padres de tres hijos: Raquel, Manuel Antonio y José María Fresco Monasterio.

- Martina de Monasterio Ugarte[38][55] (Buenos Aires, e/ abril y 16 de junio de 1809-ib., 10 de noviembre de 1889) enlazada desde el 19 de abril de 1833[5] con Felipe Esteban Llavallol Merlo[38][55] (Buenos Aires, e/ octubre y 26 de diciembre de 1802 - ib., 4 de abril de 1874), gobernador de Buenos Aires desde 1859 hasta 1860, y padres de Catalina (n. e/ marzo y 20 de junio de 1839)[55] y de Jaime Felipe Llavallol Monasterio.
- Joaquina de Monasterio Ugarte[38][8] (1812-ca. 1832) que se casó en 1829 con el rico comerciante José Plomer Huget (n. isla de Menorca, España, ca. 1803), propietario de varios barcos y de campos en el partido de Necochea adquiridos en 1836, quien fuera hermano de Pedro Plomer que se casó en 1815 con Trinidad Molino Torres, y ambos, hijos de Antonio Plomer y de Antonia María Huget.[38]
- Josefa Rosa Hilaria Monasterio Ugarte[38][56] (Buenos Aires, e/1.º de enero y 16 de marzo de 1814-ib., 24 de marzo de 1880) unida en matrimonio el 16 de noviembre de 1840[56] con Jaime Felipe Llavallol Merlo[38][56] (n. e/1.º de enero y 23 de febrero de 1809-Buenos Aires, 19 de octubre de 1865) pero de dicho enlace no hubo hijos.[56]

Al enviudar María Josefa de Ugarte en 1816, se unió en segundas nupcias en Buenos Aires el 14 de enero de 1818 con su primo español Lorenzo José Antonio de Uriarte e Ipiña (Galdácano de Vizcaya, ca. 1781-ca. 1865), un hijo de Francisco de Uriarte y Azcuénaga (n. ca. 1755) y de María Josefa Casimira de Ipiña Alzáibar y Abásolo de Hordeñana (n. e/ enero y 7 de marzo de 1761), y por lo tanto, nieto paterno de Francisco de Uriarte Iturbe y de su esposa y prima María de Azcuénaga Iturbe, y con quien tuvo dos hijos: 1) María Salomé del Corazón de Jesús de Uriarte Ugarte (Buenos Aires, 22 de octubre de 1818-ib., 19 de febrero de 1896). 2) José María de Uriarte Ugarte (n. ca. 1820), futuro doctor en Medicina. Estos dos últimos, luego de fallecer su madre, harían pleito testamentario que duraría varios años a los medio hermanos Monasterio Ugarte del primer matrimonio, debido a desacuerdos en las expectativas hereditarias.